# Grand Prix automobile d'Italie 2014
GP précédent GP suivant
Le Grand Prix automobile d'Italie 2014 (Formula 1 2014 Gran Premio d'Italia), disputé le 7 septembre 2014 sur le circuit de Monza, est la 910e épreuve du championnat du monde de Formule 1 courue depuis 1950 où le circuit, situé dans le Parco Reale de Monza, faisait partie des sept pistes utilisées pour cette édition inaugurale. Il s'agit de la soixante-cinquième édition du Grand Prix d'Italie comptant pour le championnat du monde de Formule 1, la soixante-quatrième se tenant à Monza, et de la treizième manche du championnat 2014.
Sur un circuit faisant la part belle à la puissance moteur, six monoplaces équipées du V6 Mercedes occupent les trois premières lignes de la grille de départ à l'issue des qualifications, au premier rang desquelles Lewis Hamilton réussit le tour parfait dès sa première tentative lors de la troisième phase ; il devance nettement son coéquipier Nico Rosberg qui parvient à peine à se rapprocher lors de sa seconde tentative. Hamilton réalise ainsi sa cinquième pole position de la saison, la trente-sixième de sa carrière. Derrière les deux Flèches d'Argent, Valtteri Bottas se montre plus rapide que son coéquipier Felipe Massa pour une deuxième ligne Williams alors que la troisième ligne est aux couleurs McLaren, Kevin Magnussen devançant Jenson Button ; Fernando Alonso part de la septième place juste devant les deux pilotes Red Bull Racing, Sebastian Vettel et Daniel Ricciardo, accompagné en cinquième ligne par Sergio Pérez.
Malgré un départ raté à cause d'une défaillance électronique qui le repousse en quatrième position dès le premier virage, Lewis Hamilton obtient à Monza sa sixième victoire de la saison, la vingt-huitième de sa carrière et réalise son quatrième Hat-trick depuis ses débuts. Dans le vingt-neuvième tour, après être remonté à la deuxième place, il profite d'un freinage raté de son coéquipier Nico Rosberg, en tête à la première chicane, pour prendre le commandement et conserver cette position jusqu'à l'arrivée ; Rosberg, deuxième, assure le septième doublé de la saison de Mercedes. Felipe Massa, troisième, n'était plus monté sur le podium depuis le Grand Prix d'Espagne 2013 ; il s'agit de son premier podium pour le compte de Williams. Son coéquipier Valtteri Bottas termine juste derrière lui après avoir multiplié les dépassements pour remonter depuis la onzième place après un envol raté. Daniel Ricciardo s'adjuge la cinquième place en prenant le meilleur sur Sebastian Vettel en fin de course. Sergio Pérez, septième, Jenson Button, Kimi Räikkönen et Kevin Magnussen (septième sous le drapeau à damier mais pénalisé pour la deuxième fois consécutive pour son comportement en piste) se partagent les points restants. Fernando Alonso connaît pour sa part son premier abandon de la saison.
Rosberg reste en tête du championnat avec 238 points contre 216 pour Hamilton qui lui reprend sept points. Ricciardo conforte sa troisième place (166 points) devant Valtteri Bottas (122 points) qui accède à la quatrième place et devance désormais Alonso qui abandonne pour la première fois de la saison (121 points) ; Sebastian Vettel est sixième avec 106 points. Mercedes est toujours largement en tête du classement des constructeurs avec 454 points et devance Red Bull Racing (272 points). Williams, avec 177 points, passe devant Ferrari (162 points) ; McLaren, avec 110 points, conserve la cinquième place avec un point d'avance sur Force India (109 points) ; suivent Toro Rosso (19 points), Lotus F1 Team (8 points) et Marussia F1 Team (2 points). Neuf des onze écuries engagées au championnat ont marqué des points, Sauber et Caterham n'en ayant pas encore inscrit.

## Essais libres

### Première séance, le vendredi de 10 h à 11 h 30
| Pos. | Pilote           | Voiture          | Chrono         | Écart     |
| ---- | ---------------- | ---------------- | -------------- | --------- |
| 1    | Lewis Hamilton   | Mercedes         | 1 min 26 s 187 |           |
| 2    | Jenson Button    | McLaren-Mercedes | 1 min 26 s 810 | + 0 s 623 |
| 3    | Nico Rosberg     | Mercedes         | 1 min 26 s 995 | + 0 s 808 |
| 4    | Fernando Alonso  | Ferrari          | 1 min 27 s 169 | + 0 s 982 |
| 5    | Kevin Magnussen  | McLaren-Mercedes | 1 min 27 s 228 | + 1 s 041 |
| 6    | Sebastian Vettel | Red Bull-Renault | 1 min 27 s 271 | + 1 s 084 |

Malgré un peu de pluie plus tôt dans la matinée, la première séance d'essais libres du Grand Prix d'Italie débute sous un ciel clément, avec 21 °C dans l'air et 25 °C sur une piste parfaitement sèche. Toutes les monoplaces sont dotées d'ailerons fins pour limiter la traînée sur un des circuits les plus rapides du championnat. Pirelli propose comme choix principal son pneu orange, le plus dur de sa gamme, pour répondre aux exigences du circuit. Dès ses premiers tours de roues, la Ferrari F14 T de Fernando Alonso talonne, révélant un réglage au plus près de l'asphalte afin d'améliorer ses performances aérodynamiques. Max Chilton fixe le temps de référence en 1 min 33 s 435 et améliore sur sa lancée, en  1 min 32 s 546,,.
Jean-Éric Vergne améliore en 1 min 30 s 511 ; Kevin Magnussen tourne en 1 min 28 s 256 puis 1 min 27 s 228, son coéquipier Jenson Button évoluant en 1 min 27 s 158. Lewis Hamilton prend ensuite la tête en 1 min 27 s 064 ; son coéquipier Nico Rosberg est second, à 7 millièmes de seconde. Après la première demi-heure, durant laquelle un train de pneus supplémentaire est alloué par Pirelli, les pilotes regagnent leurs stands pour économiser leur moteur sur un circuit où ils sont fortement sollicités,,.
L'activité reprend un quart d'heure plus tard, avec les retours en piste de Kimi Räikkönen, du novice Roberto Merhi (qui fait jeu égal avec son coéquipier Marcus Ericsson) et de Chilton. Chez Force India, Sergio Pérez récupère sa monoplace, confiée à Daniel Juncadella en début de séance ; Nico Hülkenberg est confronté à un souci technique qui limite son temps de roulage, de même que Lewis Hamilton, puis Daniel Ricciardo. Au même moment, Jenson Button prend la tête du classement en 1 min 26 s 810 au volant d'une McLaren qui tourne dans le même rythme que les Ferrari et que Sebastian Vettel,,.
De retour en piste, Hamilton enchaîne une série de tours, améliore en 1 min 26 s 547, et termine en 1 min 26 s 187, meilleur temps de la séance. Sergio Pérez, avec 348 km/h, réalise la plus haute vitesse de pointe ; il termine la séance en se faisant une grosse frayeur lorsqu'il tire tout droit dans la chicane Ascari, son aileron arrière mobile restant bloqué en position ouverte,,.
- Charles Pic, pilote essayeur chez Lotus F1 Team, remplace Romain Grosjean lors de cette séance d'essais.
- Roberto Merhi, pilote essayeur chez Caterham F1 Team, remplace Kamui Kobayashi lors de cette séance d'essais.
- Giedo Van der Garde, pilote essayeur chez Sauber, remplace Adrian Sutil lors de cette séance d'essais.
- Daniel Juncadella, pilote essayeur chez Force India, remplace Sergio Pérez lors de la première demi-heure de cette séance d'essais.

### Deuxième séance, le vendredi de 14 h à 15 h 30
| Pos.      | Pilote           | Voiture           | Chrono         | Écart     |
| --------- | ---------------- | ----------------- | -------------- | --------- |
| 1         | Nico Rosberg     | Mercedes          | 1 min 26 s 225 |           |
| 2         | Lewis Hamilton   | Mercedes          | 1 min 26 s 286 | + 0 s 061 |
| 3         | Kimi Räikkönen   | Ferrari           | 1 min 26 s 331 | + 0 s 106 |
| 4         | Fernando Alonso  | Ferrari           | 1 min 26 s 565 | + 0 s 340 |
| 5         | Valtteri Bottas  | Williams-Mercedes | 1 min 26 s 758 | + 0 s 533 |
| 6         | Jenson Button    | McLaren-Mercedes  | 1 min 26 s 762 | + 0 s 537 |
| 6 ex æquo | Sebastian Vettel | Red Bull-Renault  | 1 min 26 s 762 | + 0 s 537 |

La deuxième séance d'essais libres commence sous une température ambiante de 23 °C. Comme lors de la session matinale, les pilotes privilégient les pneus durs et ne tardent pas à prendre la piste ; Romain Grosjean fixe le temps de référence en 1 min 32 s 995,,.
Daniel Ricciardo améliore immédiatement en 1 min 29 s 376 ; de nombreux pilotes prennent ensuite le commandement au fil des tours : Daniil Kvyat tourne en 1 min 28 s 552, Sergio Pérez en 1 min 28 s 270, Kevin Magnussen en 1 min 27 s 634 puis Nico Rosberg en 1 min 27 s 500 et 1 min 27 s 005,,.
Jenson Button passe en tête en 1 min 26 s 975 puis Fernando Alonso améliore en 1 min 26 s 790 avant de céder face à Rosberg (1 min 26 s 786). Lewis Hamilton n'est pas en mesure de prendre part à cette lutte, son moteur refusant de démarrer. Quelques instants plus tard, Kevin Magnussen chausse le premier les pneus « P Zero blanc », le mélange le plus tendre apporté par Pirelli. Rosberg l'imite et améliore à nouveau, en 1 min 26 s 225. Le passage aux pneus tendres n'influe pas vraiment sur la hiérarchie puisque seules les Williams FW36 de Valtteri Bottas et Felipe Massa remontent au classement après une matinée très discrète. Lotus F1 Team semble une nouvelle fois en grande difficulté, notamment sur les freinages, Pastor Maldonado devant se montrer très prudent tandis que Grosjean fait un « tout-droit » dans un bac à graviers,,.
Alors qu'il ne reste qu'une demi-heure dans la séance, Lewis Hamilton quitte son stand. Il parvient à réaliser le deuxième temps, derrière son équipier, juste devant les Ferrari de Kimi Räikkönen et Fernando Alonso qui semblent compétitives. Bottas termine la session au cinquième rang, avec quatre millième de seconde d'avance sur Button et Vettel qui ont tourné dans le même temps,,.

### Troisième séance, le samedi de 11 h à 12 h
| Pos. | Pilote           | Voiture           | Chrono         | Écart     |
| ---- | ---------------- | ----------------- | -------------- | --------- |
| 1    | Lewis Hamilton   | Mercedes          | 1 min 25 s 519 |           |
| 2    | Fernando Alonso  | Ferrari           | 1 min 25 s 931 | + 0 s 412 |
| 3    | Valtteri Bottas  | Williams-Mercedes | 1 min 26 s 090 | + 0 s 571 |
| 4    | Felipe Massa     | Williams-Mercedes | 1 min 26 s 114 | + 0 s 595 |
| 5    | Jenson Button    | McLaren-Mercedes  | 1 min 26 s 242 | + 0 s 723 |
| 6    | Sebastian Vettel | Red Bull-Renault  | 1 min 26 s 290 | + 0 s 771 |

La température ambiante est de 22 °C et la piste à 31 °C au départ de la dernière séance d'essais libres du Grand Prix d'Italie. Les équipes envoient leurs pilotes, tous chaussés des pneus les plus durs, en piste dès son ouverture ; Lewis Hamilton, qui doit rattraper le temps perdu la veille, sort le premier. Kamui Kobayashi fixe le temps de référence en 1 min 33 s 344,,.
Les pilotes McLaren occupent un temps le commandement, Kevin Magnussen tournant en 1 min 32 s 296 et Jenson Button en 1 min 30 s 913. Kobayashi repasse en tête en 1 min 30 s 612 ; son coéquipier Marcus Ericsson tourne ensuite en 1 min 30 s 523 avant de céder face à Button (1 min 27 s 076 puis 1 min 26 s 845) et Valtteri Bottas (1 min 26 s 693). La séance de Nico Rosberg se termine prématurément avec un problème de boîte de vitesses ; l'Allemand n'a pas le loisir de tester sa monoplace en configuration de qualifications avant la session de l'après-midi,,.
Alors qu'il reste un peu plus de trente minutes avant la fin de la séance, Sergio Pérez immobilise sa Force India sur le bord de la piste, victime également d'un souci de boîte de vitesses. Adrian Sutil reste pour sa part bloqué dans le stand Sauber. Quelques instants plus tard, Lewis Hamilton améliore de 8 dixièmes de seconde le temps de Button et passe en tête du classement après un tour bouclé en 1 min 25 s 742, en pneus durs, avec un problème de freins et un aileron arrière mobile récalcitrant,,.
Fernando Alonso chausse le premier les pneus les plus tendres pour préparer la séance de qualifications ; il concède néanmoins près de 2 dixièmes de seconde à Hamilton malgré des pneus plus efficaces. Hamilton passe en gommes tendres à dix minutes de la fin et, lors de son deuxième tour lancé, s'octroie le temps le plus rapide, en 1 min 25 s 519. Derrière, les Williams F1 Team font jeu égal avec la Ferrari d'Alonso, tandis que les Lotus F1 Team, toujours à la peine, sont devancées par la Marussia F1 Team de Jules Bianchi,,.

## Séance de qualifications

### Résultats des qualifications

#### Session Q1
Les qualifications débutent sous le soleil avec une température ambiante de 25 °C. Daniil Kvyat utilise un sixième moteur, un de plus que le quota alloué pour la totalité de la saison ; en conséquence, il écope d'une pénalité d'un recul de dix places sur la grille de départ. Les pilotes s'élancent dès l'ouverture de la piste et Kamui Kobayashi établit le temps de référence en 1 min 28 s 299 pendant que les mécaniciens s'activent autour de la Lotus E22 de Romain Grosjean, victime d'une fuite,,.
Jean-Éric Vergne prend la première place en 1 min 27 s 516, temps rapidement battu par son coéquipier Kvyat, en 1 min 26 s 734. Si Fernando Alonso tourne en 1 min 26 s 514, cette performance ne résiste pas aux Mercedes : Nico Rosberg s'empare du meilleur temps en 1 min 25 s 862 puis Lewis Hamilton améliore de trois dixièmes de seconde (1 min 25 s 571). Felipe Massa échoue à quelques centièmes de secondes puis passe en tête quelques minutes plus tard, en 1 min 25 s 528,,.
À huit minutes de la fin, Adrian Sutil, Romain Grosjean, les deux pilotes Marussia F1 Team et les deux pilotes Caterham F1 Team sont en voie d'élimination même si Kimi Räikkönen et Pastor Maldonado sont dans une situation peu enviable, en fond de classement. Rosberg prend l'avantage en 1 min 25 s 493, avec une marge de 35 millièmes de seconde mais Hamilton réalise finalement le meilleur temps (1 min 25 s 363) avec plus d’un dixième de seconde d'avance au moment où Grosjean peut enfin prendre la piste. Dans les dernières minutes, Sutil prend l'avantage sur Maldonado : les deux Lotus sont éliminées dès la première phase qualificative. Les pilotes éliminés sont donc Grosjean et Maldonado, Kobayashi et son coéquipier Marcus Ericsson, Jules Bianchi et son coéquipier Max Chilton,,.

#### Session Q2
La deuxième partie des qualifications débute sur un faux rythme puisqu'il faut attendre cinq minutes pour que Nico Hülkenberg établisse le temps de référence, en 1 min 26 s 279. Daniil Kvyat le remplace en tête grâce à un tour bouclé en 1 min 26 s 205. Nico Rosberg, dès sa première tentative, s'empare du meilleur temps, en 1 min 24 s 682, et devance de quelques dixièmes de seconde les deux Williams F1 Team. Quelques minutes plus tard, pour son premier tour rapide, Lewis Hamilton prend l'avantage en 1 min 24 s 560,,.
À cinq minutes du terme, les deux pilotes Sauber, les deux pilotes Scuderia Toro Rosso, Kevin Magnussen et Nico Hülkenberg sont dans la zone éliminatoire. Dans les derniers instants, Rosberg améliore sa performance (1 min 24 s 600) mais échoue face à Hamilton pour quatre dixièmes de seconde tandis que Kevin Magnussen s'extrait de la zone rouge et élimine Kimi Räikkönen,,.
Les six pilotes éliminés sont Räikkönen, Daniil Kvyat et son coéquipier Jean-Éric Vergne, Hülkenberg, Adrian Sutil et son coéquipier Esteban Gutiérrez,,.

#### Session Q3
Les dix pilotes en lice se relancent en piste dès son ouverture et Nico Rosberg prend immédiatement la tête, en 1 min 24 s 552 ; il devance les deux Williams F1 Team de Valtteri Bottas (à un dixième de seconde) et Felipe Massa (à trois dixièmes de seconde de son coéquipier). Lewis Hamilton entre à son tour en piste et frappe un grand coup avec un tour bouclé en 1 min 24 s 109, reléguant son coéquipier à presque une demi-seconde ; Jenson Button, Sebastian Vettel, Fernando Alonso, Kevin Magnussen, Daniel Ricciardo et Sergio Pérez occupent les six dernières places,,.
Les pilotes se relancent une seconde fois, en fin de séance, et Nico Rosberg se rapproche de son équipier sans parvenir à le battre. Hamilton obtient donc la trente-sixième pole position de sa carrière tandis que Rosberg l'accompagne en première ligne. Les Williams de Bottas et Massa se partagent la deuxième, les McLaren de Magnussen et Button la troisième ; suivent Alonso, Vettel et son coéquipier Ricciardo et Pérez,,.

### Grille de départ
| Pos.                                                                                      | Pilote            | Écurie               | Qualifications 1 | Qualifications 2 | Qualifications 3 |
| ----------------------------------------------------------------------------------------- | ----------------- | -------------------- | ---------------- | ---------------- | ---------------- |
| 1                                                                                         | Lewis Hamilton    | Mercedes             | 1 min 25 s 363   | 1 min 24 s 560   | 1 min 24 s 109   |
| 2                                                                                         | Nico Rosberg      | Mercedes             | 1 min 25 s 493   | 1 min 24 s 600   | 1 min 24 s 383   |
| 3                                                                                         | Valtteri Bottas   | Williams-Mercedes    | 1 min 26 s 012   | 1 min 24 s 858   | 1 min 24 s 697   |
| 4                                                                                         | Felipe Massa      | Williams-Mercedes    | 1 min 25 s 528   | 1 min 25 s 046   | 1 min 24 s 865   |
| 5                                                                                         | Kevin Magnussen   | McLaren-Mercedes     | 1 min 26 s 337   | 1 min 25 s 973   | 1 min 25 s 314   |
| 6                                                                                         | Jenson Button     | McLaren-Mercedes     | 1 min 26 s 328   | 1 min 25 s 630   | 1 min 25 s 314   |
| 7                                                                                         | Fernando Alonso   | Ferrari              | 1 min 26 s 514   | 1 min 25 s 525   | 1 min 25 s 430   |
| 8                                                                                         | Sebastian Vettel  | Red Bull-Renault     | 1 min 26 s 631   | 1 min 25 s 769   | 1 min 25 s 436   |
| 9                                                                                         | Daniel Ricciardo  | Red Bull-Renault     | 1 min 26 s 721   | 1 min 25 s 946   | 1 min 25 s 709   |
| 10                                                                                        | Sergio Pérez      | Force India-Mercedes | 1 min 26 s 569   | 1 min 25 s 863   | 1 min 25 s 944   |
| 11                                                                                        | Daniil Kvyat      | Toro Rosso-Renault   | 1 min 26 s 261   | 1 min 26 s 070   |                  |
| 12                                                                                        | Kimi Räikkönen    | Ferrari              | 1 min 26 s 689   | 1 min 26 s 110   |                  |
| 13                                                                                        | Jean-Éric Vergne  | Toro Rosso-Renault   | 1 min 26 s 140   | 1 min 26 s 157   |                  |
| 14                                                                                        | Nico Hülkenberg   | Force India-Mercedes | 1 min 26 s 371   | 1 min 26 s 279   |                  |
| 15                                                                                        | Adrian Sutil      | Sauber-Ferrari       | 1 min 27 s 034   | 1 min 26 s 588   |                  |
| 16                                                                                        | Esteban Gutiérrez | Sauber-Ferrari       | 1 min 26 s 999   | 1 min 26 s 692   |                  |
| 17                                                                                        | Pastor Maldonado  | Lotus-Renault        | 1 min 27 s 520   |                  |                  |
| 18                                                                                        | Romain Grosjean   | Lotus-Renault        | 1 min 27 s 632   |                  |                  |
| 19                                                                                        | Kamui Kobayashi   | Caterham-Renault     | 1 min 27 s 621   |                  |                  |
| 20                                                                                        | Jules Bianchi     | Marussia-Ferrari     | 1 min 27 s 738   |                  |                  |
| 21                                                                                        | Max Chilton       | Marussia-Ferrari     | 1 min 28 s 247   |                  |                  |
| 22                                                                                        | Marcus Ericsson   | Caterham-Renault     | 1 min 28 s 562   |                  |                  |
| Temps minimal à réaliser pour la qualification : 1 min 31 s 338 (107 % de 1 min 25 s 363) |                   |                      |                  |                  |                  |

- Daniil Kvyat, onzième des qualifications, est pénalisé d'un recul de dix places sur la grille de départ après avoir utilisé un sixième moteur, le quota annuel étant fixé à cinq[21],[22],[23].
- Marcus Ericsson, vingt-deuxième et dernier des qualifications, est pénalisé par les commissaires pour non-respect des drapeaux jaunes durant la dernière séance d'essais libres ; ne pouvant pas être sanctionné d'un recul sur la grille, il devra s'élancer des stands[24],[25].

## Course

### Déroulement de l'épreuve

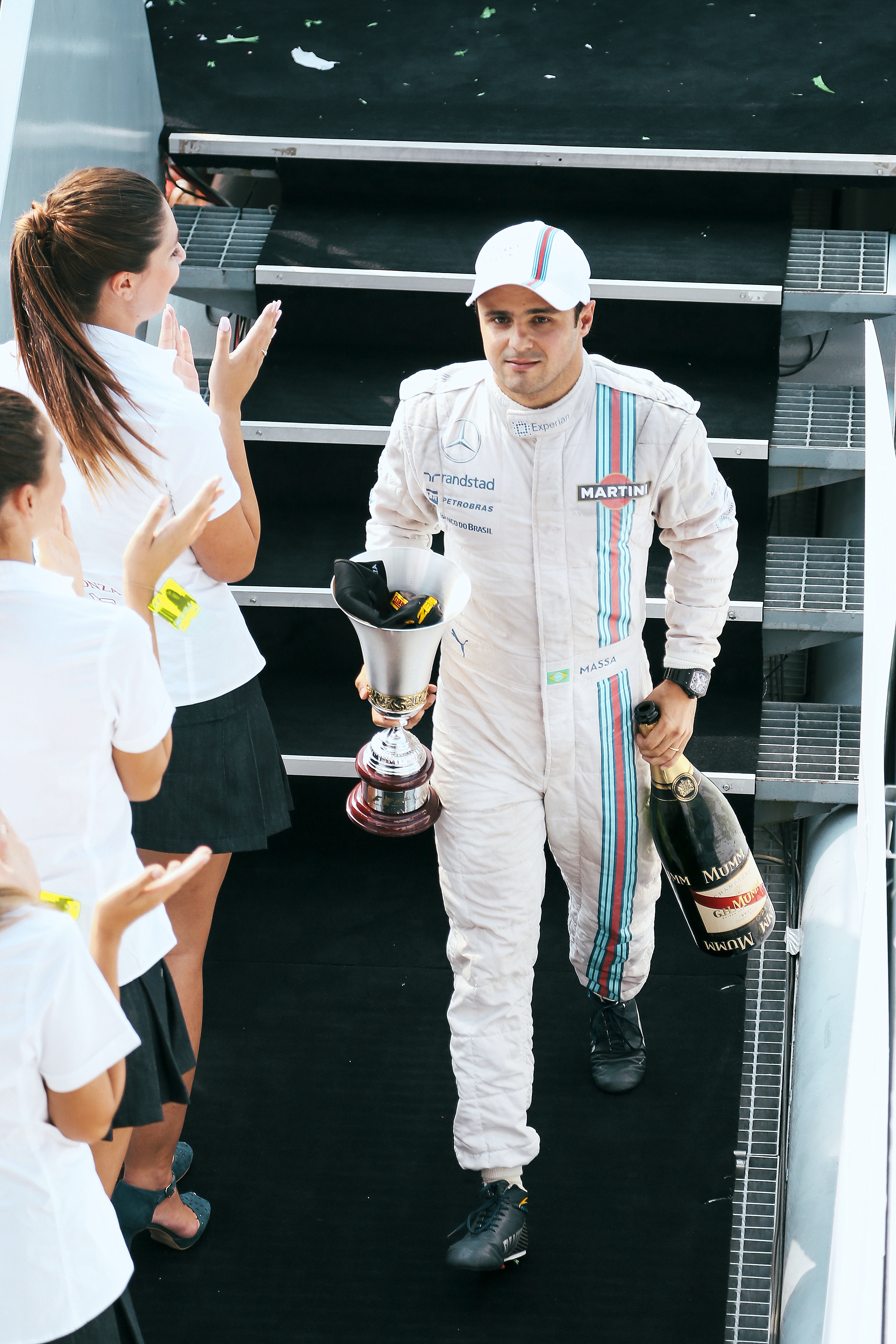
Felipe Massa après la cérémonie du podium.

Il fait beau et chaud à quelques instants du départ du Grand Prix où vingt-et-un pilotes se présentent sur la grille de départ, Marcus Ericsson, dernier des qualifications, partant de la voie des stands après avoir été pénalisé pour n'avoir pas ralenti sous les drapeaux jaunes lors de la dernière séance d'essais libres. Les Mercedes sont en première ligne, les Williams en deuxième et les McLaren sur la troisième ligne. Une dizaine de minutes avant le départ, l'aileron avant de la monoplace de Lewis Hamilton, en pole position, a été changé à cause de quelques détèriorations mineures. Peu avant l'extinction des feux, la Mercedes d'Hamilton, connaît une défaillance électronique qui perturbe son pilote tandis que Nico Rosberg s'engouffre en tête dans le premier virage, suivi de Kevin Magnussen et Felipe Massa ; Hamilton est déjà relégué à la quatrième place alors que Sebastian Vettel remonte au cinquième rang,,.
Dès le premier tour, Rosberg possède plus d'une seconde d'avance sur Magnussen ; suivent Massa, Hamilton, Vettel, Jenson Button, Fernando Alonso, Sergio Pérez, Nico Hülkenberg, Kimi Räikkönen, Valtteri Bottas (qui a perdu huit places), Daniel Ricciardo (qui en a perdu quatre), Jean-Éric Vergne et Pastor Maldonado. Après quatre tours, Rosberg porte à trois secondes son avance sur Magnussen qui doit résister à Massa qui, lui-même, se défend face à Hamilton. Massa dépasse le Danois au cinquième tour et Hamilton s'engouffre dans la brèche immédiatement ; Magnussen vient de perdre deux places en quelques hectomètres. Au tour suivant, Bottas double Hülkenberg pour le gain de la dixième place ; son coéquipier Massa, qui chasse Rosberg, réalise le meilleur tour en course au même moment,,.
Au neuvième tour, Nico Rosberg manque le freinage de la première chicane, tire tout droit et perd deux secondes sur Massa qui revient à deux secondes. Au tour suivant, Hamilton attaque Massa à l'extérieur du même virage pour s'emparer de la deuxième place derrière son coéquipier. Hamilton réduit progressivement son retard sur Rosberg : au quinzième tour, moins de 2 secondes les séparent, les autres concurrents étant tous décrochés. Valtteri Bottas poursuit peu à peu sa remontée au classement et, au dix-septième tour, pointe en huitième position en dépassant Pérez. Il attaque Alonso avec succès puis double dans la foulée Button pour atteindre la sixième place,,.
Au dix-neuvième tour, Sebastian Vettel change de pneus le premier ; Pérez et Hulkenberg s'arrêtent au tour suivant, Räikkönen, Romain Grosjean, Magnussen, Alonso, Maldonado, Button, Kamui Kobayashi, Massa, Rosberg, Bottas, Vergne, Adrian Sutil, Hamilton, Ricciardo, Jules Bianchi et Daniil Kvyat entre les vingt-et-unième et trente-et-unième tours. Hamilton est désormais à 1 seconde de son coéquipier alors que Bottas prend l'avantage sur Magnussen. À la mi-course, après la première vague d'arrêts aux stands, Rosberg mène devant Hamilton, Massa suivant à 12 secondes,,.
Alors que Lewis Hamilton réduit l'écart à moins d'une seconde et peut désormais utiliser son aileron arrière mobile, Rosberg rate à nouveau son freinage à la première chicane à l'entame du vingt-neuvième tour ; il tire tout droit et cède le commandement de l'épreuve à son coéquipier. Quelques instants plus tard, au même endroit, Fernando Alonso abandonne (pour la première fois de la saison) sa monoplace victime d'un problème mécanique dans l'échappatoire. Sur sa lancée, Hamilton réalise le meilleur tour en course et porte son avance sur Rosberg à trois secondes,,.
Au trente-troisième tour, Hamilton devance Rosberg, Massa, Vettel, Magnussen, Bottas, Pérez, Button, Räikkönen, Ricciardo, Hülkenberg et Vergne. Magnussen et Bottas sont en lutte pour la cinquième place mais le Finlandais bute sur son rival qui défend sa position de façon musclée, comme lors de la course précédente où il a été puni pour avoir sorti Alonso de la piste. Les commissaires ne tardent pas à le sanctionner à nouveau d'un stop-and-go de cinq secondes, à effectuer lors d'un arrêt ou à ajouter à son temps de course. Au trente-septième tour, l'écart entre Hamilton et Rosberg est de presque cinq secondes. Bottas trouve l'ouverture sur Magnussen, s'attaque ensuite à Vettel, à deux secondes, et le dépasse quelques tours plus tard. Dans le même temps, une lutte farouche oppose Pérez à Button qui cherche à lui ravir sa septième place. Ricciardo profite de cette bagarre pour surprendre Button et le dépasser ; l'Australien passe Pérez dans la foulée et conclut en battant Magnussen,,.
À dix tours du but, Rosberg a toujours cinq secondes de retard sur Hamilton. Ricciardo prend l'avantage sur son coéquipier Vettel pour le gain de la cinquième place. En fond de classement, Esteban Gutiérrez dépasse Grosjean mais se rabat sur la Lotus : le pilote Sauber crève son pneu et, de surcroît, responsable de la collision, est pénalisé par les commissaires de course. Lewis Hamilton remporte sa sixième victoire de la saison, Nico Rosberg ramenant le doublé pour son équipe tandis que Massa monte sur son premier podium de la saison ; suivent pour les points Bottas, Ricciardo, Vettel, Pérez, Button, Räikkönen et Magnussen (septième sous le drapeau à damier avant sa pénalité),,.

### Classement de la course
| Pos. | no | Pilote            | Écurie               | Tours | Temps/Abandon                           | Grille  | Points |
| ---- | -- | ----------------- | -------------------- | ----- | --------------------------------------- | ------- | ------ |
| 1    | 44 | Lewis Hamilton    | Mercedes             | 53    | 1 h 19 min 10 s 236 (232,450 km/h)      | 1       | 25     |
| 2    | 6  | Nico Rosberg      | Mercedes             | 53    | + 3 s 175                               | 2       | 18     |
| 3    | 19 | Felipe Massa      | Williams-Mercedes    | 53    | + 25 s 260                              | 4       | 15     |
| 4    | 77 | Valtteri Bottas   | Williams-Mercedes    | 53    | + 40 s 786                              | 3       | 12     |
| 5    | 3  | Daniel Ricciardo  | Red Bull-Renault     | 53    | + 50 s 309                              | 8       | 10     |
| 6    | 1  | Sebastian Vettel  | Red Bull-Renault     | 53    | + 59 s 965                              | 8       | 8      |
| 7    | 11 | Sergio Pérez      | Force India-Mercedes | 53    | + 1 min 02 s 518                        | 10      | 6      |
| 8    | 22 | Jenson Button     | McLaren-Mercedes     | 53    | + 1 min 03 s 030                        | 6       | 4      |
| 9    | 7  | Kimi Räikkönen    | Ferrari              | 53    | + 1 min 03 s 535                        | 11      | 2      |
| 10   | 20 | Kevin Magnussen   | McLaren-Mercedes     | 53    | + 1 min 06 s 171 (dont 5 s de pénalité) | 5       | 1      |
| 11   | 26 | Daniil Kvyat      | Toro Rosso-Renault   | 53    | + 1 min 11 s 184                        | 21      |        |
| 12   | 27 | Nico Hülkenberg   | Force India-Mercedes | 53    | + 1 min 12 s 606                        | 13      |        |
| 13   | 25 | Jean-Éric Vergne  | Toro Rosso-Renault   | 53    | + 1 min 13 s 093                        | 12      |        |
| 14   | 13 | Pastor Maldonado  | Lotus-Renault        | 52    | + 1 tour                                | 16      |        |
| 15   | 99 | Adrian Sutil      | Sauber-Ferrari       | 52    | + 1 tour                                | 14      |        |
| 16   | 8  | Romain Grosjean   | Lotus-Renault        | 52    | + 1 tour                                | 17      |        |
| 17   | 10 | Kamui Kobayashi   | Caterham-Renault     | 52    | + 1 tour                                | 18      |        |
| 18   | 17 | Jules Bianchi     | Marussia-Ferrari     | 52    | + 1 tour                                | 19      |        |
| 19   | 9  | Marcus Ericsson   | Caterham-Renault     | 51    | + 2 tours                               | pitlane |        |
| 20   | 21 | Esteban Gutiérrez | Sauber-Ferrari       | 51    | + 2 tours et 20 s de pénalité           | 15      |        |
| Abd. | 14 | Fernando Alonso   | Ferrari              | 28    | SREC                                    | 7       |        |
| Abd. | 4  | Max Chilton       | Marussia-Ferrari     | 6     | Sortie de piste                         | 20      |        |

### Pole position et record du tour
Lewis Hamilton réalise sa trente-sixième pole position en Formule 1, sa cinquième de la saison et sa troisième en Italie.
- Pole position :  Lewis Hamilton (Mercedes Grand Prix) en 1 min 24 s 109 (247,950 km/h)[30].
- Meilleur tour en course :  Lewis Hamilton (Mercedes Grand Prix) en 1 min 28 s 004  (236,976 km/h) au vingt-neuvième tour[31].

### Tours en tête
- Nico Rosberg : 26 tours (1-23 / 26-28)[32]
- Lewis Hamilton : 27 tours (24-25 / 29-53)

## Classements généraux à l'issue de la course
| Pos. | Pilote           | Écurie               | Points |
| ---- | ---------------- | -------------------- | ------ |
| 1    | Nico Rosberg     | Mercedes             | 238    |
| 2    | Lewis Hamilton   | Mercedes             | 216    |
| 3    | Daniel Ricciardo | Red Bull-Renault     | 166    |
| 4    | Valtteri Bottas  | Williams-Mercedes    | 122    |
| 5    | Fernando Alonso  | Ferrari              | 121    |
| 6    | Sebastian Vettel | Red Bull-Renault     | 106    |
| 7    | Jenson Button    | McLaren-Mercedes     | 72     |
| 8    | Nico Hülkenberg  | Force India-Mercedes | 70     |
| 9    | Felipe Massa     | Williams-Mercedes    | 55     |
| 10   | Kimi Räikkönen   | Ferrari              | 41     |
| 11   | Sergio Pérez     | Force India-Mercedes | 39     |
| 12   | Kevin Magnussen  | McLaren-Mercedes     | 38     |
| 13   | Jean-Éric Vergne | Toro Rosso-Renault   | 11     |
| 14   | Romain Grosjean  | Lotus-Renault        | 8      |
| 15   | Daniil Kvyat     | Toro Rosso-Renault   | 8      |
| 16   | Jules Bianchi    | Marussia-Ferrari     | 2      |

| Pos. | Écurie               | Points |
| ---- | -------------------- | ------ |
| 1    | Mercedes             | 454    |
| 2    | Red Bull-Renault     | 272    |
| 3    | Williams-Mercedes    | 177    |
| 4    | Ferrari              | 162    |
| 5    | McLaren-Mercedes     | 110    |
| 6    | Force India-Mercedes | 109    |
| 7    | Toro Rosso-Renault   | 19     |
| 8    | Lotus-Renault        | 8      |
| 9    | Marussia-Ferrari     | 2      |

## Statistiques
Le Grand Prix d'Italie 2014 représente :
- la 36e pole position de sa carrière pour Lewis Hamilton[35] ;
- la 28e victoire de sa carrière pour Lewis Hamilton[36] ;
- le 4e hat-trick de sa carrière pour Lewis Hamilton[37] ;
- la 23e victoire pour Mercedes en tant que constructeur[38] ;
- la 109e victoire pour Mercedes en tant que motoriste[39] ;
- le 12e doublé pour Mercedes en tant que constructeur, le septième de la saison[40].

Au cours de ce Grand Prix :
- Lewis Hamilton passe la barre des 1300 points inscrits en Formule 1 (1318 points)[41] ;
- Nico Rosberg passe la barre des 800 points inscrits en Formule 1 (808,5 points)[42] ;
- Fernando Alonso, le dernier pilote à avoir inscrit des points lors de chaque manche depuis le début du championnat abandonne durant ce Grand Prix. Il n'avait plus abandonné depuis le Grand Prix de Malaisie 2013[43] ;
- Daniel Ricciardo, profitant du phénomène d'aspiration, atteint 362,1 km/h dans la ligne droite des stands, la plus haute performance enregistrée en 2014. À cette vitesse, les roues tournent à environ 2 800 tours par minute soit 50 tours par seconde[44].
- Derek Warwick (146 départs en Grands Prix de Formule 1 dont 2 meilleurs tours en course et 4 podiums, vainqueur des 24 Heures du Mans 1992) a été nommé par la FIA conseiller pour aider dans leurs jugements le groupe des commissaires de course. Le président du British Racing Drivers' Club, a déjà officié cette saison à Bahreïn et à Monaco. Avec treize mandats de commissaire-pilote, il rejoint Emanuele Pirro, en fonction lors des deux Grands Prix précédents, en Hongrie et en Belgique[45].